# مارك شيلتون (لاعب كرة قدم)
مارك شيلتون (بالإنجليزية: Mark Shelton) هو لاعب كرة قدم بريطاني، ولد في 12 سبتمبر 1996 في نوتنغهام في المملكة المتحدة. لعب مع الفرتون تاون ‏.

## وصلات خارجية
- مارك شيلتون على موقع قاعدة بيانات كرة القدم.إي يو (الإنجليزية)
- مارك شيلتون على موقع Soccerbase.com (لاعب) (الإنجليزية)